# Michael Carmine
Michael Carmine (New York, 6 marzo 1959 – New York, 14 ottobre 1989) è stato un attore statunitense.

## Biografia
Carmine è nato a Flatbush, Brooklyn. Si è diplomato alla High School of Performing Arts all'età di sedici anni e ha continuato a studiare recitazione al California Institute of the Arts. Ha fatto la sua prima apparizione cinematografica come comparsa nel film catastrofico Rollercoaster - Il grande brivido (1977) e ha interpretato la sua prima parte parlata nella serie Hill Street giorno e notte nel 1982.
Dopo aver ottenuto un piccolo ruolo in Scarface (1983) di Brian De Palma, ha recitato nel ruolo di Snake nella serie televisiva Miami Vice prodotta da Michael Mann, che ha portato al suo primo ruolo importante in I 5 della squadra d'assalto (1986), diretto da Paul Michael Glaser. Sul palcoscenico, Carmine è apparso in entrambe le produzioni di Broadway e Off-Broadway della commedia Cuba and His Teddy Bear di Reinaldo Povod. Ha anche interpretato Papo in La puta vida, sempre di Povod. Carmine ha poi recitato in ruoli secondari nei film Miracolo sull'8ª strada (1987) e Leviathan (1989). Nel suo ultimo ruolo ha interpretato un malato di AIDS nel film drammatico Che mi dici di Willy?, sempre del 1989.
Malato di AIDS, l'attore è morto all'età di 30 anni, nell'ottobre del 1989.

## Filmografia parziale

### Cinema
- Invasion U.S.A., regia di Joseph Zito (1985)
- I 5 della squadra d'assalto (Band of the Hand), regia di Paul Michael Glaser (1986)
- Miracolo sull'8ª strada (Batteries Not Included), regia di Matthew Robbins (1987)
- Leviathan, regia di George Pan Cosmatos (1989)
- Che mi dici di Willy? (Longtime Companion), regia di Norman René (1990)

### Televisione
- Hill Street giorno e notte (Hill Street Blues) - serie TV, 2 episodi (1982)
- M*A*S*H - serie TV, un episodio (1982)
- ABC Afterschool Specials - serie TV, 1 episodio (1983)
- Aspettando il domani (Search for Tomorrow) - soap opera, 8 episodi (1985)
- Miami Vice - serie TV, 2 episodi (1985-1987)
- Una detective in gamba (Leg Work) - serie TV, 1 episodio (1987)
- Crime Story - serie TV, 2 episodi (1987-1988)
- Vietnam addio (Tour of Duty) - serie TV, un episodio (1988)

## Doppiatori italiani
Nelle versioni in italiano delle opere in cui ha recitato, Michael Carmine è stato doppiato da:
- Edoardo Nevola in Miami Vice
- Gaetano Varcasia in Miracolo sull'8ª strada
- Vittorio Guerrieri in Leviathan